# Philip Tabane
Philip Nchipi Tabane (* 25. März 1934 in Mamelodi bei Pretoria; † 4. Mai 2018 in Pretoria) war ein südafrikanischer Musiker (Gitarre, Penny-Whistle, Gesang, Bass), der als einer der innovativsten Gitarristen Südafrikas vor allem mit der Malombo-Musik in Verbindung gebracht wird.

## Leben und Wirken
Tabane wuchs in Mamelodi in einer musikalischen Familie auf; seine Mutter war eine traditionelle Heilerin und brachte ihm Ritualmusik bei. Seit 1940 spielt er Gitarre. General Duze brachte ihm Grundbegriffe musikalischen Wissens bei. Er ging dann nach Johannesburg, wo er im Dorkay House auf Gerard Sekoto, Aggrey Klaaste und Can Themba traf und das Theaterstück Ekufeni schrieb. Bis 1958 trat er als Sologitarrist auf. Tabanes Idee war es, Jazz mit der Volksmusik der Venda- und Pedi-Stämme Südafrikas zu verbinden. So entwickelte er „eine ganz eigene, zwischen Blues-Zitaten und völlig unvermittelten, atonalen, aber nie aufgesetzt wirkenden Tonsplittern lebende Musik“. Dann gründete er eine Combo, zu der zunächst auch der Pianist Gideon Nxumalo gehörte.
1963 und 1964 beteiligte sich Tabane am Castle Lager Jazz Contest, den er mit seinem Trio beide Male gewann, 1963 mit einer Interpretation von Bags’ Groove. 1965 spalteten sich der Flötist Abey Cindi und der Schlagzeuger Julian Bahula als Malombo Jazz Makers ab. Tabane holte daraufhin Mabi Thobejane als Schlagzeuger in seine Gruppe. Mit ihm im Duo nahm er das Album The Indigenous Afro-Jazz Sounds of Philip Tabane (1969) auf. In den 1970er Jahren verbrachte er mehrere Jahre in New York City, wo er auch mit Miles Davis, Herbie Hancock, Herbie Mann, Charles Mingus und den Pointer Sisters auf der Bühne stand.
Mit Bheki Mseleku trat er 1977 auf dem Newport Jazz Festival auf. 1986 spielte er auf dem Montreux Jazz Festival und dem Open Ohr Festival. Auch trat er mit Busi Mhlongo auf. Er war an dem Anti-Apartheid-Film Last Grave at Dimbuza beteiligt.
Tabane wurde ab 1971 von internationalen Universitäten eingeladen, wo er Workshops durchführte.

## Auszeichnungen und Preise
Tabane wurde mit dem South African Music Awards (SAMA) Lifetime Achievement Prize ausgezeichnet. 1998 erhielt er die Ehrendoktorwürde von der University of Venda.

## Diskographische Hinweise
- Philip Tabane and His Malombo Jazzman The Indigenous Afro-Jazz Sounds (1969)
- Malombo (1976, Atlantic Records)
- Silent Beauty (1989, Cross Culture/Erdenklang)
- Ke A Bereka (1996, Kariba Records)